# Sultana (titel)
Sultana eller sultaninna, var en muslimsk titel för en regerande kvinnlig sultan. I västvärlden har den felaktigt uppfattats som titeln för hustrun till en sultan och motsvarigheten till en drottning.
Titeln har använts både formellt och informellt om kvinnliga sultaner under historiens gång. Dessa har dock varit få. Exempel på detta är Radiyya Begum.
Titeln har formellt använts som titeln för en sultanhustru i Egypten och i vissa malaysiska stater. Det användes också som titeln för en prinsessa, dottern till en sultan, i Osmanska riket. I västerlandet har titeln ofta felaktigt använts för kvinnliga släktingar till sultaner, inklusive deras hustrur. 